# Галапагосский пересмешник
Галапагосский пересмешник (лат. Mimus trifasciatus) — певчая птица семейства пересмешниковых (Mimidae).
Вид является эндемиком острова Флореана из группы Галапагосских островов в Эквадоре. Обитает на открытых местностях среди кустарников. 
Тело длиной до 25 см. Питается насекомыми, фруктами, нектаром, мелкими позвоночными.
Вид находится под угрозой исчезновения.